# BWF Future Series 2014
Die BWF Future Series 2014 war die achte Auflage der BWF Future Series im Badminton.

## Turniere und Sieger
| Veranstaltung            | Herreneinzel      | Dameneinzel      | Herrendoppel                     | Damendoppel                            | Mixed                            |
| ------------------------ | ----------------- | ---------------- | -------------------------------- | -------------------------------------- | -------------------------------- |
| Latvia International     | Raul Must         | Matilda Petersen | Kasper Lehikoinen Marko Pyykönen | Emilie Juul Møller Cecilie Sentow      | Kristjan Kaljurand Laura Tomband |
| Lithuanian International | Kasper Lehikoinen | Anna Narel       | Denis Grachev Artem Karpov       | Anastasia Dobrinina Viktoriia Vorobeva | Paweł Pietryja Aneta Wojtkowska  |
| Slovak International     | Matthias Almer    | Anna Narel       | Ben Lane Sean Vendy              | Katarina Galenić Cheryl Seinen         | Paweł Pietryja Aneta Wojtkowska  |